# Вулиця Українських повстанців
Ву́лиця Украї́нських повста́нців — вулиця у Солом'янському районі міста Києва, селище Жуляни. Пролягає від вулиці Сергія Колоса до Повітрофлотської вулиці.

## Історія
Вулиця виникла у XIX столітті. З середини 1940-х носила назву вулиця Героїв Війни.
Сучасна назва на честь Української повстанської армії — з 2022 року.

## Забудова
На цій вулиці розташовано будинок культури «Жуляни», магазини. Вулиця проходить повз парк, в якому споруджено Меморіал воїнам та жителям села Жуляни, що загинули у роки Другої світової війни.